# Mosquita en palacio
Mosquita en palacio es una película española de comedia estrenada en 1942, escrita y dirigida por Juan Parellada y protagonizada en los papeles principales por Marta Santaolalla y Rafael Durán.
Se trata de una adaptación cinematográfica de la obra teatral homónima de Adolfo Torrado.

## Sinopsis
El mayordomo de unos duques hace pasar a su hija por la novia del hijo de sus señores, desaparecido durante la guerra civil. La duquesa acepta la historia y la lleva a su casa. Sin embargo, la situación se tensa cuando el hijo supuestamente fallecido regresa inesperadamente.

## Reparto
- Marta Santaolalla
- Rafael Durán
- Marta Grau
- Lys Valois
- Alberto López
- Antonio Riquelme
- Matilde Artero
- Segundo Vallespín
- Álvaro Vélez Calderón